# Heiko Herrlich
Heiko Herrlich (ur. 3 grudnia 1971 w Mannheim) – niemiecki piłkarz występujący jako napastnik. W swojej karierze (ukończonej w 2004 roku) rozegrał 258 meczów w Bundeslidze i zdobył 76 bramek.

## Kariera
Pierwsze kluby w jego karierze to FC Emmendingen i FC Kollnau oraz SC Freiburg. W roku 1989 przeszedł do Bayeru 04 Leverkusen i zadebiutował w sezonie 1989/1990. Po 75 meczach, w których strzelił 6 bramek, zmienił barwy klubowe i zaczął grać w Borussii Mönchengladbach. Po dwóch dobrych sezonach, w których w 55 meczach strzelił 28 goli (20 w sezonie 1994/1995, w którym został królem strzelców), Borussia Dortmund zaangażowała Herrlicha za 11 milionów marek. W Dortmundzie jednak nigdy nie odnalazł formy z czasów, w których grał w Mönchengladbach. Jesienią 2000 roku odkryto groźny nowotwór mózgu. Herrlich wrócił na boisko pod koniec roku 2001 i zakończył karierę w 2004 roku.
Od 2005 roku jest trenerem młodzieżowym, najpierw w Dortmundzie, a od 1 lipca 2007 jako trener reprezentacji Niemiec do lat 17.

## Mecze
- 258 meczów w Bundeslidze (76 goli)
- 5 meczów w reprezentacji Niemiec (1 gol)
- 17 meczów w Regionallidze (3. liga niemiecka; 4 gole)

## Kariera trenerska
27 października 2009 roku objął posadę pierwszego trenera w zespole VfL Bochum i pozostał nim do 29 kwietnia 2010 roku, kiedy został zwolniony z tej funkcji. O dymisji przesądziła fatalna passa 10 spotkań bez zwycięstwa – na dwie kolejki przed końcem sezonu drużyna zajmowała 16. miejsce w tabeli. Jego miejsce zajął Dariusz Wosz.

## Tytuły
- Mistrzostwo Niemiec w latach z Borussią Dortmund: 1996, 2002
- Zwycięstwo w Lidze Mistrzów i w Pucharze Interkontynentalnym z Borussią Dortmund: 1997
- Puchar Niemiec: 1993 (Bayer Leverkusen), 1995 (Borussia Möchengladbach)
- Król strzelców Bundesligi: 1995